# Ecclesiae unitatem
Ecclesiæ Unitatem (in italiano L'unità della Chiesa) è una lettera apostolica di papa Benedetto XVI, pubblicata in forma di motu proprio il 2 luglio 2009.
Il motu proprio riguarda la struttura della Pontificia Commissione Ecclesia Dei, incaricata di rimarginare lo scisma del lefebvrianesimo dalla Chiesa cattolica in seguito al Concilio Vaticano II.

## Contenuto
Nel motu proprio, dopo aver ricordato che il suo predecessore papa Giovanni Paolo II nel 1988 aveva istituito la Pontificia Commissione Ecclesia Dei "allo scopo di facilitare la piena comunione ecclesiale" con gli aderenti del lefebvrianesimo, dopo aver ricordato che nella sua lettera apostolica Summorum Pontificum aveva ampliato la possibilità di utilizzare il Messale romano del 1962, ed infine dopo aver ricordato come recentemente aveva tolto la scomunica ai vescovi della comunità lefebvriana per «togliere un impedimento che poteva pregiudicare l'apertura di una porta al dialogo», emana nuove disposizioni circa la composizione e l'ordinamento della suddetta commissione.
In particolare, Benedetto XVI dispone che:
b) La Commissione ha una propria tabella organica composta dal Segretario e da Officiali.
c) Sarà compito del Presidente, coadiuvato dal Segretario, sottoporre i principali casi e le questioni di carattere dottrinale allo studio e al discernimento delle istanze ordinarie della Congregazione per la Dottrina della Fede, nonché sottometterne le risultanze alle superiori disposizioni del Sommo Pontefice.»
(Dal Motu Proprio Ecclesiae Unitatem 6)
Queste modifiche, che «collegano in modo stretto» la Commissione con la Congregazione per la Dottrina della Fede, ha ragion d'essere - secondo il Papa - perché «i problemi che devono ora essere trattati con la Fraternità Sacerdotale San Pio X sono di natura essenzialmente dottrinale».
Nel motu proprio il Papa ricorda in modo esplicito che, nonostante la remissione delle scomuniche, «le questioni dottrinali, ovviamente, rimangono e, finché non saranno chiarite, la Fraternità non ha uno statuto canonico nella Chiesa e i suoi ministri non possono esercitare in modo legittimo alcun ministero».

## Conseguenze
Il primo effetto è stata la sostituzione del fino a quel momento presidente della commissione, il cardinale Darío Castrillón Hoyos, con il Prefetto della Congregazione per la Dottrina della Fede, il cardinale William Joseph Levada.
Il 17 gennaio 2019 papa Francesco ha soppresso la Pontificia commissione "Ecclesia Dei", assegnando i suoi compiti all'Ufficio della Sezione IV della Congregazione per la dottrina della fede